# 卢瓦松河畔卢皮
卢瓦松河畔卢皮（法語：Louppy-sur-Loison，法語發音：[lupi syʁ lwazɔ̃]）是法国默兹省的一个市镇，位于该省北部，属于凡尔登区。

## 地理
卢瓦松河畔卢皮（49°26'40"N, 5°20'54"E）面积14.36 平方千米，位于法国大東部大區默兹省，该省份为法国西北部内陆省份，北与比利时接壤，西接马恩省和阿登省，南至上马恩省和孚日省，东临默尔特-摩泽尔省。
与卢瓦松河畔卢皮接壤的市镇（或旧市镇、城区）包括：卢瓦松河畔瑞维尼、布朗德维尔、伊雷勒塞克、穆宰、米尔沃、勒穆瓦维尔。
卢瓦松河畔卢皮的时区为UTC+01:00、UTC+02:00（夏令时）。

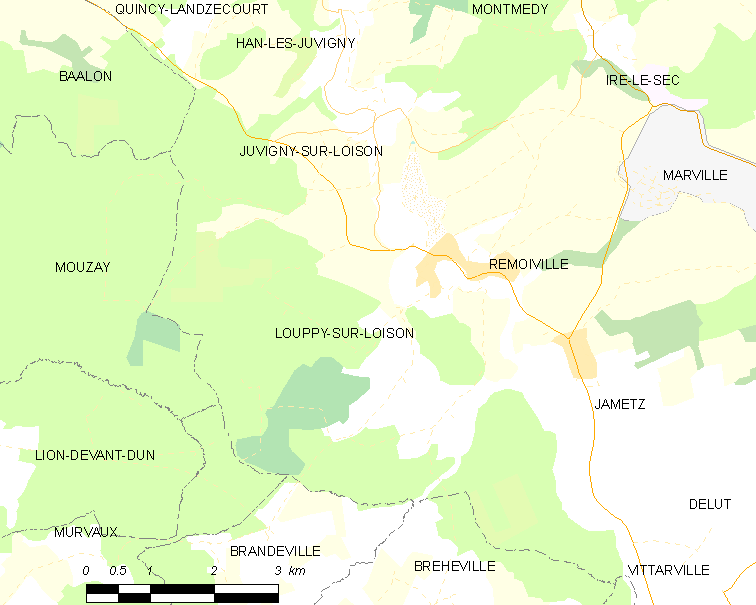
卢瓦松河畔卢皮的OSM定位图

## 行政
卢瓦松河畔卢皮的邮政编码为55600，INSEE市镇编码为55306。

## 政治
卢瓦松河畔卢皮所属的省级选区为蒙梅迪县。

## 交通
默兹省省道D69线和D110线在境内交汇。

## 人口

1962-2008年间卢瓦松河畔卢皮人口变化图示

卢瓦松河畔卢皮于2022年1月1日时的人口数量为118人。